# Chvalnov-Lísky
Chvalnov-Lísky ist eine Gemeinde in Tschechien. Sie liegt 19 Kilometer südwestlich von Kroměříž und gehört zum Okres Kroměříž.

## Geographie
Chvalnov-Lísky befindet sich am nördlichen Fuße des Marsgebirges am Übergang zum Littentschitzer Bergland. Die Gemeinde befindet sich in den Tälern der Bäche Litavka und Chvalnovský potok. Gegen Südosten erstreckt sich der Naturpark Chřiby. Nordöstlich erheben sich der Lášovec (372 m) und der Chlum (402 m), im Osten der Špílberk (415 m) und die Pláňava (569 m), südöstlich der Dlouhý (397 m), die Pěkná hora (560 m), Mořdířka (559 m) und Holý kopec (547 m), im Süden die Malá Jívina (517 m) und der Hrad (551 m) sowie nordwestlich der Na Pasekách (380 m). 
Nachbarorte sind Nový Dvůr Marie und Strabenice im Norden, Rozárov, Roštín und Cetechovice im Nordosten, Prusinovka, Vlčák und Jankovice im Osten, Staré Hutě im Südosten, Zástřizly und Střílky im Süden, Kožušice und Malínky im Südwesten, Dobročkovice im Westen sowie Nemochovice, Kunkovice und Nítkovice im Nordwesten. 

## Geschichte
Die erste schriftliche Erwähnung der Dörfer Stary Chwalnow, Nowy Chwalnow und Lisci erfolgte im Jahre 1382, als diese in der Landtafel seit 1371 als Besitz des Hartleb von Kunkovice aus dem Vladikengeschlecht von Zástřizl eingetragen wurden. Ab 1386 ist nur noch von einem Dorf Chwalnow die Rede. 1490 wurden Chvalnov und Lísky an die Herrschaft Litenčice angeschlossen. Das zwischenzeitlich erloschene Dorf Lisky wurde zu Beginn des 18. Jahrhunderts wiederbesiedelt. Bis zur Mitte des 19. Jahrhunderts blieben beide Dörfer nach Litenčice untertänig.  
Nach der Aufhebung der Patrimonialherrschaften bildeten Chvalnov und Lísky 1850 zwei Gemeinden in der Bezirkshauptmannschaft Kremsier. Mit Beginn des Jahres 1961 erfolgte der Zusammenschluss zu Gemeinde Chvalnov-Lísky.

## Ortsgliederung
Die Gemeinde Chvalnov-Lísky besteht aus den Ortsteilen Chvalnov (Chwalnow) und Lísky (Leisek) sowie der Einschicht Prusinovka.

## Sehenswürdigkeiten
- Kirche Jakobus des Älteren in Chvalnov
- Naturschutzgebiet Strabišov-Oulehla, westlich von Lísky. Es setzt sich zusammen aus dem Eichen-Buchen-Ahorn-Wald Strabišov und den beiden angrenzenden Orchideenwiesen Oulehla I und II, die zu einem Schutzgebiet vereinigt wurden
- Naturdenkmal Přehon, nördlich von Chvalnov